# 3365 Реконь
3365 Реконь (3365 Recogne) — астероїд головного поясу, відкритий 13 лютого 1985 року.
Тіссеранів параметр щодо Юпітера — 3,327.